# Reacción de Dutt-Wormall
La reacción de Dutt-Wormall es un método clásico de síntesis orgánica de azidas en la que una sal de diazonio reacciona con una sulfonamida para dar como intermediario un diazoaminosulfinato, para ser posteriormente hidrolizado para obtener una azida y un ácido sulfínico